# Microsoft Defender
Microsoft Defender (voorheen bekend als Windows Defender Antivirus), vroeger bekend onder de naam Microsoft Antispyware, is een computerprogramma van Microsoft waarmee spyware (en vanaf Windows 8 ook virussen) tegengehouden en verwijderd kunnen worden. Het is standaard in Windows Vista, Windows 7, Windows 8, Windows 10 en Windows 11 aanwezig en kon gratis voor oudere versies van Windows gedownload worden van de Microsoft-website. Men kan op Windows Vista en Windows 7 Windows Defender vervangen door Microsoft Security Essentials. Dit (voor gebruikers van een geldige Windows-versie) gratis programma biedt dezelfde spywarebescherming, maar breidt deze ook uit met bescherming tegen virussen en wormen.

## Algemeen
Windows Defender is gebaseerd op GIANT Antispyware dat oorspronkelijk ontwikkeld was door Giant Company Software. Microsoft kondigde de overname van het bedrijf aan op 16 december 2004. De originele GIANT Antispyware ondersteunde oudere versies van Windows, in de nieuwere versies werd ondersteuning voor Windows 9x verwijderd.
Op de RSA Security Conference van 2005 werd door Bill Gates, mede-oprichter van Microsoft, aangekondigd dat Windows Defender (gekend als Microsoft Antispyware tot 4 november 2005) voortaan gratis beschikbaar werd gemaakt voor alle versies van Windows 2000, Windows XP en Windows Server 2003. Bovendien is Defender geïntegreerd en standaard geactiveerd vanaf Windows Vista. Hiermee probeert Microsoft zoveel mogelijk Windows-gebruikers te beschermen en te vrijwaren van de steeds toenemende dreiging van malware.
Windows Defender kan niet enkel gebruikt worden om computers te scannen, maar bevat ook een aantal RealTime Security Agents die voortdurend een aantal Windows-onderdelen controleren op wijzigingen die veroorzaakt kunnen worden door spyware. Ook de mogelijkheid om gemakkelijk ActiveX-applicaties te verwijderen is voorzien. Defender is geïntegreerd in het zogenaamde Spynet-netwerk van Microsoft dat gebruikers in staat stelt om aan Microsoft te rapporteren wat zij als spyware aanzien en welke toepassingen en stuurprogramma's (drivers) zij toelaten op hun systeem.

## Versies

### Beta 1
De eerste versie van Microsoft Antispyware is vrijgegeven in betavorm op 6 januari 2005 en was gewoon GIANT Antispyware in een andere verpakking. Er waren weinig extra mogelijkheden toegevoegd en het was een tijdelijke versie totdat Microsoft het product kon herschrijven. Er zijn nog verscheidene kleine updates in 2005 verschenen, waarvan de laatste op 21 november 2005.

### Beta 2
Windows Defender (Beta 2) verscheen op 13 februari 2006. Er waren verscheidene aanpassingen doorgevoerd die resulteerden in enorme verbeteringen. Het was herschreven in C++, in tegenstelling tot de originele versie die was geschreven in Visual Basic, waardoor de snelheid hoger lag. Defender werkt vanaf nu ook als Windows service waardoor een computer ook beschermd is wanneer er geen gebruiker is ingelogd. Er zijn ook een pak meer punten beschermd dan bij de originele versie, en de GUI is veel meer gestroomlijnd en intuïtief geworden. Beta 2 maakt ook gebruik van de Windows Genuine Advantage om te installeren.
Er zijn echter wel enkele tools weggelaten die wel in MS Antispyware (Beta 1) zaten, onder andere de System Explorer Tool en de Tracks Eraser Tool die diende om gemakkelijk tijdelijke bestanden te verwijderen.
Microsoft heeft later ook nog een Duitse en Japanse versie van Windows Defender (Beta 2) uitgebracht.

### Finale versie
Op 24 oktober 2006 heeft Microsoft de finale versie van Windows Defender uitgebracht. Deze ondersteunt Windows XP en Windows Server 2003 maar niet, zoals de betaversies, Windows 2000. Ondersteuning hiervoor was weggelaten omdat Windows 2000 rond de tijd van uitbrengen geen populair besturingssysteem voor consumenten meer geacht werd.

## Geavanceerde onderdelen

### Real-time bescherming
In Windows Defender kunnen volgende realtime-beschermingsvoorzieningen geactiveerd worden:
- Automatisch starten - Controleert de lijst van programma's die automatisch mogen draaien bij het opstarten van de computer.
- Systeemconfiguratie - Controleert veiligheid-gerelateerde opties in Windows.
- Invoegtoepassingen van Internet Explorer - Controleert programma's die automatisch lopen bij het starten van Internet Explorer.
- Configuraties van Internet Explorer - Controleert de veiligheidsopties van de browser.
- Met Internet Explorer gedownloade items - Controleert programma's en bestanden die ontworpen zijn om te werken met Internet Explorer.
- Services en stuurprogramma's - Controleert services en drivers op de manier waarop ze samenwerken met Windows en andere programma's.
- Uitvoeren van toepassingen - Controleert programma's tijdens het starten en het lopen.
- Registratie van toepassingen - Controleert bestanden waar programma's zichzelf kunnen registreren om te starten
- Invoegtoepassingen van Windows - Controleert add-on-programma's voor Windows

### Integratie met Internet Explorer
Defender is geïntegreerd met Internet Explorer zodat bestanden gecontroleerd kunnen worden bij het downloaden om het installeren van malware te voorkomen. Deze toepassing is vergelijkbaar met de realtime-scanner van antivirussoftware.

### Softwareverkenner
Met behulp van verscheidene software-verkenners kan een gebruiker zelf potentiële kwetsbaarheden ontdekken. Men kan hiermee een lijst van opstartprogramma's, draaiende software en Windows-sockets-providers bekijken.

### Specifieke functies in Windows Vista
Windows Defender in Vista blokkeert automatisch alle opstartitems die beheerderrechten vereisen om te starten. Dit is een gevolg van de User Account Control en de gebruiker moet dan zulke gewenste opstartitems handmatig starten.

## Windows 8
De ingebouwde versie van Windows Defender in Windows 8 is uitgebreid met de antivirusfunctionaliteit van Microsoft Security Essentials, en is daarmee een volwaardige antimalwaretoepassing. Het werkt samen met het SmartScreen-filter om gebruikers tegen malware te helpen beschermen. Wellicht is het de bedoeling van Microsoft om geleidelijk aan het (apart te installeren) Security Essentials te vervangen door (het reeds ingebouwde) Windows Defender.